# سایمون گوگلیلمی
سایمون گوگلیلمی (انگلیسی: Simon Guglielmi؛ زادهٔ ۱ ژوئیهٔ ۱۹۹۷ ‏(۲۷ سال)) دوچرخه‌سوار اهل فرانسه است.
از باشگاه‌هایی که در آن بازی کرده‌است می‌توان به تیم دوچرخه‌سواری اف‌دی‌جی و تیم دوچرخه‌سواری فورتونئو–اسکارو اشاره کرد.